# 第51回ゴールデングローブ賞
51st Golden Globe Awards

1994年1月22日
映画賞（ドラマ部門）: 

 シンドラーのリスト 
映画賞（ミュージカル・コメディ部門）: 

 ミセス・ダウト 
テレビシリーズ賞（ドラマ部門）: 

 NYPDブルー 
テレビシリーズ賞（ミュージカル・コメディ部門）: 

 となりのサインフェルド 
第51回ゴールデングローブ賞（だい51かいゴールデングローブしょう）は、1993年の映画とテレビ番組を対象としており、1994年1月22日に発表された。

## 受賞とノミネート一覧

### 映画

#### 主演男優賞（ドラマ部門）
- トム・ハンクス - 『フィラデルフィア』
  - ダニエル・デイ＝ルイス - 『父の祈りを』
  - ハリソン・フォード - 『逃亡者』
  - アンソニー・ホプキンス - 『日の名残り』
  - リーアム・ニーソン - 『シンドラーのリスト』

#### 主演男優賞（ミュージカル・コメディ部門）
- ロビン・ウィリアムズ - 『ミセス・ダウト』
  - ジョニー・デップ - 『妹の恋人』
  - トム・ハンクス - 『めぐり逢えたら』
  - ケヴィン・クライン - 『デーヴ』
  - コルム・ミーニイ - 『スナッパー』

#### 主演女優賞（ドラマ部門）
- ホリー・ハンター - 『ピアノ・レッスン』
  - ジュリエット・ビノシュ - 『トリコロール/青の愛』
  - ミシェル・ファイファー - 『エイジ・オブ・イノセンス/汚れなき情事』
  - エマ・トンプソン - 『日の名残り』
  - デブラ・ウィンガー - 『欲望』

#### 主演女優賞（ミュージカル・コメディ部門）
- アンジェラ・バセット - 『TINA ティナ』
  - ストッカード・チャニング - 『私に近い6人の他人』
  - アンジェリカ・ヒューストン - 『アダムス・ファミリー2』
  - ダイアン・キートン - 『マンハッタン殺人ミステリー』
  - メグ・ライアン - 『めぐり逢えたら』

#### 監督賞
- スティーヴン・スピルバーグ - 『シンドラーのリスト』
  - ジェーン・カンピオン - 『ピアノ・レッスン』
  - アンドリュー・デイヴィス - 『逃亡者』
  - ジェームズ・アイヴォリー - 『日の名残り』
  - マーティン・スコセッシ - 『エイジ・オブ・イノセンス/汚れなき情事』

#### 作品賞（ドラマ部門）
- 『シンドラーのリスト』
  - 『エイジ・オブ・イノセンス/汚れなき情事』
  - 『父の祈りを』
  - 『ピアノ・レッスン』
  - 『日の名残り』

#### 作品賞（ミュージカル・コメディ部門）
- 『ミセス・ダウト』
  - 『デーヴ』
  - 『から騒ぎ』
  - 『めぐり逢えたら』
  - 『ダンシング・ヒーロー』

#### 外国語映画賞
- 『さらば、わが愛/覇王別姫』 -  イギリス領香港
  - 『フライト・オブ・ジ・イノセント』 -  イタリア
  - Justice (Justiz) -  ドイツ
  - 『トリコロール/青の愛』 -  フランス
  - 『ウェディング・バンケット』 -  台湾

#### 作曲賞
- 『天と地』 - 喜多郎
  - 『トリコロール/青の愛』 - ズビグニエフ・プレイスネル
  - 『ナイトメアー・ビフォア・クリスマス』 - ダニー・エルフマン
  - 『ピアノ・レッスン』 - マイケル・ナイマン
  - 『シンドラーのリスト』 - ジョン・ウィリアムズ

#### 歌曲賞
- "Streets of Philadelphia" - 歌: ブルース・スプリングスティーン - 『フィラデルフィア』
  - "Again" - 『ポエティック・ジャスティス/愛するということ』
  - "The Day I Fall in Love" - 『ベートーベン2』
  - "Stay (Faraway, So Close!)" - 『時の翼にのって/ファラウェイ・ソー・クロース!』
  - "Thief of Your Heart" - 『父の祈りを』

#### 脚本賞
- 『シンドラーのリスト』 - スティーヴン・ザイリアン
  - 『フィラデルフィア』 - ロン・ナイスワーナー
  - 『ピアノ・レッスン』 - ジェーン・カンピオン
  - 『日の名残り』 - ルース・プラワー・ジャブヴァーラ
  - 『ショート・カッツ』 - ロバート・アルトマン、フランク・バーハイト

#### 助演男優賞
- トミー・リー・ジョーンズ - 『逃亡者』
  - レオナルド・ディカプリオ - 『ギルバート・グレイプ』
  - レイフ・ファインズ - 『シンドラーのリスト』
  - ジョン・マルコヴィッチ - 『ザ・シークレット・サービス』
  - ショーン・ペン - 『カリートの道』

#### 助演女優賞
- ウィノナ・ライダー - 『エイジ・オブ・イノセンス/汚れなき情事』
  - ペネロープ・アン・ミラー - 『カリートの道』
  - ロージー・ペレス - 『フィアレス』
  - アンナ・パキン - 『ピアノ・レッスン』
  - エマ・トンプソン - 『父の祈りを』

### テレビ

#### 主演男優賞（ドラマ部門）
- デヴィッド・カルーソ - 『NYPDブルー』
  - マイケル・モリアーティ - 『ロー&オーダー』
  - ロブ・モロー - 『たどりつけばアラスカ』
  - キャロル・オコナー - 『新・夜の大捜査線』
  - トム・スケリット - 『ピケット・フェンス』

#### 主演男優賞（ミュージカル・コメディ部門）
- ジェリー・サインフェルド - 『となりのサインフェルド』
  - ティム・アレン - Home Improvement
  - ケルシー・グラマー - 『そりゃないぜ!? フレイジャー』
  - クレイグ・T・ネルソン - Coach
  - ウィル・スミス - The Fresh Prince of Bel-Air

#### 主演男優賞（ミニシリーズ・テレビ映画部門）
- ジェームズ・ガーナー - 『企業買収/250億ドルの賭け』
  - ピーター・フォーク - 『新・刑事コロンボ/恋におちたコロンボ』
  - ジャック・レモン - A Life in the Theatre
  - マシュー・モディーン - 『運命の瞬間/そしてエイズは蔓延した』
  - ピーター・ストラウス - Men Don't Tell

#### 主演女優賞（ドラマ部門）
- キャシー・ベイカー - 『ピケット・フェンス』
  - ヘザー・ロックリア - 『メルローズ・プレイス』
  - ジェーン・シーモア - 『ドクタークイン 大西部の女医物語』
  - ジャニン・ターナー - 『たどりつけばアラスカ』
  - セーラ・ウォード - Sisters

#### 主演女優賞（ミュージカル・コメディ部門）
- ヘレン・ハント - 『あなたにムチュー』
  - キャンディス・バーゲン - 『TVキャスター マーフィー・ブラウン』
  - パトリシア・リチャードソン - Home Improvement
  - ロザンヌ・バー - Roseanne
  - ケイティ・セガール - Married... with Children

#### 主演女優賞（ミニシリーズ・テレビ映画部門）
- ベット・ミドラー - 『ジプシー』
  - ヘレナ・ボナム＝カーター - 『暗殺調書』
  - フェイ・ダナウェイ - 『新・刑事コロンボ/恋におちたコロンボ』
  - ホリー・ハンター - 『しゃべりすぎた女』
  - アンジェリカ・ヒューストン - 『ファミリー・ピクチャーズ』

#### 作品賞（ドラマ部門）
- 『NYPDブルー』
  - 『ドクタークイン 大西部の女医物語』
  - 『ロー&オーダー』
  - 『たどりつけばアラスカ』
  - 『ピケット・フェンス』
  - 『インディ・ジョーンズ/若き日の大冒険』

#### 作品賞（ミュージカル・コメディ部門）
- 『となりのサインフェルド』
  - Coach
  - 『そりゃないぜ!? フレイジャー』
  - Home Improvement
  - Roseanne

#### 作品賞（ミニシリーズ・テレビ映画部門）
- 『企業買収/250億ドルの賭け』
  - 『運命の瞬間/そしてエイズは蔓延した』
  - 『新・刑事コロンボ/恋におちたコロンボ』
  - 『ジプシー』
  - 『アルプスの少女ハイジ』

#### 助演男優賞
- ボー・ブリッジス - 『しゃべりすぎた女』
  - ジェイソン・アレクサンダー - 『となりのサインフェルド』
  - デニス・フランツ - 『NYPDブルー』
  - ジョン・マホーニー - 『そりゃないぜ!? フレイジャー』
  - ジョナサン・プライス - 『企業買収/250億ドルの賭け』

#### 助演女優賞
- ジュリア・ルイス＝ドレイファス - 『となりのサインフェルド』
  - アン＝マーグレット - Alex Haley's Queen
  - シンシア・ギブ - 『ジプシー』
  - セシリア・ペック - 『愛のポートレイト/旅立ちの季節』
  - テレサ・サルダナ - 『ザ・コミッシュ』